# 山梨県道112号川窪猪狩線
山梨県道112号川窪猪狩線（やまなしけんどう112ごう かわくぼいかりせん）は山梨県甲府市を走る一般県道である。

## 概要

### 路線データ
- 起点：山梨県甲府市上帯那町中津森
- 終点：山梨県甲府市高成町

## 通過する自治体
- 山梨県甲府市

## 交差・接続する道路
- 山梨県道7号甲府昇仙峡線